# Žandarmerija
Žandarmerija je vojaška organizacija, ki je zadolžena za opravljanje splošnih policijskih dolžnosti. Od regularnih policijskih sil se tako loči, da je zmožna opravljati vojaške naloge in obratno.
Danes imajo nekatere žandarmerije civilni status oz. so se združili z drugimi policijskimi organizacijami.
Žandarmerije se ne sme zamenjevati z vojaško policijo, saj ima žandarmerija pristojnost tudi nad civilisti, medtem ko je vojaška policija zadolžena le nad vojaštvom.

## Seznam držav z žandarmerijo
- Argentina - Gendarmería Nacional Argentina
- Avstrija - Bundesgendarmerie (združena z zvezno policijo Avstrije leta 2005)
- Avstro-Ogrska - Avstro-ogrska žandarmerija
- Belgija - Gendarmerie/Rijkswacht (leta 1991 dobila civilni status; leta 2001 združitev z zvezno policijo Belgije)
- Čile - Carabineros
- Evropska unija - Evropska žandarmerijska sila
- Francija - Gendarmerie
- Italija - Karabinjeri
- Kanada - Royal Canadian Mounted Police (civilna organizacija)
- Kreta - Cretan Gendarmerie
- Maroko - Gendarmerie Royale du Maroc
- Nizozemska - Koninklijke Marechaussee
- Poljska - Żandarmeria Wojskowa
- Portugalska - Guarda Nacional Republicana
- Romunija - Jandarmeria
- Carska Rusija - Specialni korpus žandarjev (1836-1917)
- Srbija Žandarmerija Srbije (2001)
- Španija - Guardia Civil
- Turčija - Jandarma